# Othmar Ruzicka
Othmar Ruzicka (* 7. November 1877 in Wien; † 4. November 1962 ebenda) war ein österreichischer Porträt- und Genremaler.

## Leben und Werk
Ruzicka absolvierte die Akademie der bildenden Künste in Wien, seine Lehrer waren Julius Victor Berger, August Eisenmenger und Kasimir Pochwalski. In seinen Werken bevorzugte er Motive aus Südmähren (mährische Kroaten), der Slowakei und Niederösterreich. Während des Ersten Weltkrieges wurde er dem k.u.k. Kriegspressequartier als Kriegsmaler zugeteilt, wo er an der Balkanfront in Albanien tätig war.
Er war ab dem Jahre 1907 Mitglied des Wiener Künstlerhauses, wo 1956 eine Kollektivausstellung seiner Werke stattfand. Ruzicka wurde im Laufe seiner künstlerischen Karriere mehrfach ausgezeichnet. So erhielt er 1913 die Kleine Goldene Staatsmedaille für sein Ölgemälde Slowakische Bauern; 1914 den Drasche-Preis für das Ölgemälde Das Geständnis und 1947 den Goldenen Lorbeer des Wiener Künstlerhauses; darüber hinaus wurde ihm im Jahre 1949 der Professorentitel verliehen. Er wurde am Wiener Zentralfriedhof bestattet. Das Grab ist bereits aufgelassen.

## Werke (Auszug)
- Porträt Bundeskanzler Rudolf Ramek, Öl auf Leinwand, ca. 80 × 60 cm, Heeresgeschichtliches Museum, Wien